# Ivanji Grad
Ivanji Grad je naselje v Občini Komen.